# Jactatio capitis nocturna
La jactatio capitis nocturna es un fenómeno paroxístico no epiléptico propio de la infancia. Ocurre en las fases 1 y 2 del sueño NREM o antes de dormir. Consiste en movimientos estereotipados de la cabeza o de todo el cuerpo.

## Etiología
Los factores emocionales han sido una de las variables que se han manejado como causa del trastorno, sin embargo la causa es desconocida, pero suele ser de origen familiar, es un trastorno característico de la infancia. Este trastorno puede persistir hasta la edad adulta. Se considera un trastorno del sueño, aunque su gravedad es leve, pese a esto se debe proteger al niño/a,  modificando su entorno para dormir, de una forma más segura, para evitar golpes de mayor intensidad.
Su aparición es en niños/as de 9 a 24 meses, y sus síntomas van espaciándose con el paso del tiempo, hasta remitir.
sus orígenes son debatidos en la actualidad, una teoría fundamenta que son movimientos propios del mecimiento para la conciliación del sueño, sin embargo otra teoría cree que es una forma de expresión de la actividad e incluso estrés infantil acumulado durante el día. 
cómo ya se ha comentado anteriormente, si estas sintomatologías se prolongan durante años, se considera un trastorno de origen familiar y contextual.

## Tratamiento
En cuanto al tratamiento se pueden usar antidepresivos tricíclicos y benzodiazepinas. Desde la terapia de conducta, se puede emplear un estímulo  aversivo asociado al episodio (por ejemplo, una luz o un sonido). Además es recomendable colocar protecciones en las camas para evitar contusiones.
No solo existe el tratamiento clínico o psicológico, también se puede acudir a tratamientos físicos mediante remedios naturales, ya sea la pasiflora (tratamiento natural para el nerviosismo) u otras infusiones. Al tener en cuenta esta última forma de presentar las diversas maneras de tratar la situación, debemos tener en cuenta el consumo y sus preceptos, ya que en la mayoría de casos hablamos de menores de edad, es decir personas en crecimiento y aún sin un desarrollo completo.